# Светско првенство у рагбију седам 2009.
Светско првенство у рагбију седам 2009. (службени назив: 2009 Rugby World Cup Sevens) је било пето светско првенство у рагбију седам. Турнир је одржан у Уједињеним Арапским Емиратима, а титулу светског првака је освојио Велс, пошто је у финалу савладао Аргентину.

## Домаћинство
Интересовање да организују светско првенство у рагбију 7 показали су САД, Русија, Холандија, Аустралија и Уједињени Арапски Емирати. Светска рагби федерација је одлучила да Дубаи буде домаћин светског првенства.

## Квалификације за Светско првенство 2009.
Укупно су учествовале 24 репрезентације. Домаћин Уједињени Арапски Емирати и још осам најбољих екипа са прошлог светског првенства, које су учествовале у четвртфиналу, имали су обезбеђено место на светском првенству, преостале екипе морале су да прођу кроз квалификације.

## Групна фаза
Група А
|   | Тим                                  | ИГ | Д | Н | И | ПД  | ПП | ПР  | Б |  |
| - | ------------------------------------ | -- | - | - | - | --- | -- | --- | - |  |
| 1 | Рагби 7 репрезентација Новог Зеланда | 3  | 3 | 0 | 0 | 107 | 12 | +95 | 9 |  |
| 2 | Рагби 7 репрезентација Тонге         | 3  | 2 | 0 | 1 | 57  | 34 | +23 | 7 |  |
| 3 | Рагби 7 репрезентација Италије       | 3  | 1 | 0 | 2 | 29  | 90 | -61 | 5 |  |
| 4 | Рагби 7 репрезентација аребијен гулф | 3  | 0 | 0 | 3 | 22  | 79 | -57 | 3 |  |

Тонга - Аребијен гулф 19-0
Нови Зеланд - Италија 42-0
Нови Зеланд - Аребијан гулф 41-5
Тонга - Италија 31-10
Аребијан гулф - Италија 17-19
Нови Зеланд - Тонга 24-7
Група Б
|   | Тим                              | ИГ | Д | Н | И | ПД | ПП | ПР  | Б |  |
| - | -------------------------------- | -- | - | - | - | -- | -- | --- | - |  |
| 1 | Рагби 7 репрезентација Фиџија    | 3  | 3 | 0 | 0 | 90 | 27 | +63 | 9 |  |
| 2 | Рагби 7 репрезентација Француске | 3  | 2 | 0 | 1 | 64 | 55 | +9  | 7 |  |
| 3 | Рагби 7 репрезентација САД       | 3  | 1 | 0 | 2 | 62 | 57 | +5  | 5 |  |
| 4 | Рагби 7 репрезентација Грузије   | 3  | 0 | 0 | 3 | 15 | 92 | -77 | 3 |  |

Француска - САД 26-17
Фиџи - Грузија 26-10
Фиџи - САД 26-12
Француска - Грузија 33-0
САД - Грузија 33-5
Фиџи - Француска 38-5
Група Ц
|   | Тим                                 | ИГ | Д | Н | И | ПД | ПП | ПР  | Б  |  |
| - | ----------------------------------- | -- | - | - | - | -- | -- | --- | -- |  |
| 1 | Рагби 7 репрезентација Јужне Африке | 3  | 3 | 0 | 0 | 60 | 26 | +34 | 15 |  |
| 2 | Рагби 7 репрезентација Канаде       | 3  | 2 | 0 | 1 | 62 | 41 | +21 | 7  |  |
| 3 | Рагби 7 репрезентација Шкотске      | 3  | 1 | 0 | 2 | 59 | 62 | -3  | 5  |  |
| 4 | Рагби 7 репрезентација Јапана       | 3  | 0 | 0 | 3 | 27 | 79 | -52 | 3  |  |

Шкотска - Канада 14-33
Јужна Африка - Јапан 26-5
Јужна Африка - Канада 15-7
Шкотска - Јапан 31-10
Канада - Јапан 22-12
Јужна Африка - Шкотска 19-14
Група Д
|   | Тим                               | ИГ | Д | Н | И | ПД | ПП | ПР  | Б |  |
| - | --------------------------------- | -- | - | - | - | -- | -- | --- | - |  |
| 1 | Рагби 7 репрезентација Самое      | 3  | 3 | 0 | 0 | 74 | 12 | +62 | 9 |  |
| 2 | Рагби 7 репрезентација Аустралије | 3  | 1 | 0 | 2 | 45 | 55 | -10 | 5 |  |
| 3 | Рагби 7 репрезентација Португала  | 3  | 1 | 0 | 2 | 36 | 49 | -13 | 5 |  |
| 4 | Рагби 7 репрезентација Ирске      | 3  | 1 | 0 | 2 | 34 | 73 | -39 | 5 |  |

Аустралија - Португал 24-12
Самоа - Ирска 35-5
Самоа - Португал 20-7
Аустралија - Ирска 21-24
Португал - Ирска 17-5
Самоа - Аустралија 19-0
Група Е
|   | Тим                              | ИГ | Д | Н | И | ПД | ПП  | ПР  | Б |  |
| - | -------------------------------- | -- | - | - | - | -- | --- | --- | - |  |
| 1 | Рагби 7 репрезентација Енглеске  | 3  | 3 | 0 | 0 | 94 | 36  | +58 | 9 |  |
| 2 | Рагби 7 репрезентација Кеније    | 3  | 2 | 0 | 1 | 79 | 40  | +39 | 7 |  |
| 3 | Рагби 7 репрезентација Туниса    | 3  | 1 | 0 | 2 | 48 | 69  | -21 | 5 |  |
| 4 | Рагби 7 репрезентација Хонгконга | 3  | 0 | 0 | 3 | 26 | 102 | -76 | 3 |  |

Кенија - Тунис 29-7
Енглеска - Хонгконг 42-5
Енглеска - Тунис 26-24
Кенија - Хонгконг 43-7
Тунис - Хонгконг 17-14
Енглеска - Кенија 26-7
Група Ф
|   | Тим                              | ИГ | Д | Н | И | ПД | ПП | ПР  | Б |  |
| - | -------------------------------- | -- | - | - | - | -- | -- | --- | - |  |
| 1 | Рагби 7 репрезентација Аргентине | 3  | 3 | 0 | 0 | 73 | 12 | +61 | 9 |  |
| 2 | Рагби 7 репрезентација Велса     | 3  | 2 | 0 | 1 | 58 | 19 | +39 | 7 |  |
| 3 | Рагби 7 репрезентација Зимбабвеа | 3  | 1 | 0 | 2 | 38 | 95 | -57 | 5 |  |
| 4 | Рагби 7 репрезентација Уругваја  | 3  | 0 | 0 | 3 | 31 | 74 | -43 | 3 |  |

Велс - Зимбабве 31-5
Аргентина - Уругвај 19-7
Аргентина - Зимбабве 40-5
Велс - Уругвај 27-0
Зимбабве - Уругвај 28-24
Аргентина - Велс 14-0

## Нокаут фаза
Боул
Зимбабве - Грузија 28-10
Уругвај - Јапан 19-12
Ирска - Арабијен гулф 24-5
Италија - Хонгконг 7-14
Зимбабве - Уругвај 24-7
Ирска - Хонгконг 22-15
Зимбабве - Ирска 17-14
Плејт
Тонга - Тунис 24-7
Аустралија - САД 24-14
Француска - Шкотска 19-21
Канада - Португал 5-12
Тонга - Аустралија 19-22
Шкотска - Португал 29-7
Аустралија - Шкотска 17-21
Мелроуз куп
Нови Зеланд - Велс 14-15
Самоа - Енглеска 31-26
Аргентина - Јужна Африка 14-12
Фиџи - Кенија 7-26
Велс - Самоа 19-12
Аргентина - Кенија 12-0
Велс - Аргентина 19-12

## Финале
| Велс | 19 – 12 | Аргентина |
| ---- | ------- | --------- |
|      |         |           |

| Шампион света у рагбију седам 2009.    |
| -------------------------------------- |
| Рагби 7 репрезентација Велса 1. титула |

## Видео снимци
Снимак неизсвесне четвртфиналне утакмице Нови Зеланд - Велс
RWC 7s 2009 - New Zealand v Wales - YouTube
Велшки седмичар Алед Томас постиже победоносни есеј у финалу против Аргентине
Aled Thomas World Cup winning try for Wales - YouTube